# 굿데이!!
《굿데이!!》(일본어: グッデイ!!)는 2006년 6월 14일 발매한 V6의 29번째의 싱글이다.

## 설명
- 쟈켓, 수록곡을 다르게 하여서 총 3가지의 버전으로 발매되었다.
- 〈グッデイ!!〉의 PV에는, 미노 몬타, 와타나베 마리나, 카호, 이시즈카 히데히코, 카츠마타주 카즈, 와타세 츠네히코, 하타 미치코, 츠다 간지가 우정 출연하여, 〈굿데이!!〉의 포즈를 취해주었다. 단, 초회한정반 A의 〈グッデイ!!〉의 PV에서는 나오지 않으며, 일본 현지 가라오케 등에서 사용된다.

## 수록곡

### 통상반
1. グッデイ!!
  - 작사/작곡/편곡:코모리타 미노루
  - 멤버 이노하라 요시히코 주연 아사히TV계열 드라마 《경시청 수사 일과 9계》 주제가
2. 旅立ちの翼
  - 작사:오가와 마키, 작곡:키쿠치 카즈히토, 편곡：타카미 스구루
3. JUSTICE / Coming Century 
  - 작사:KOMU, 작곡:Joey Carbone·YU·STEVEN LEE·KOMU, 편곡：KOMU·YU
  - NHK 애니메이션 《SAMURAI 7》 오프닝곡
4. 夜汽車ライダー / 20th Century 
  - 작사:오바타 히데유키 작곡:히비노 유타카사, 편곡：오바타 히데유키·치다타카시
  - 멤버 나가노 히로시 주연 TV-도쿄계열 드라마 《2nd 하우스》 주제가
5. グッデイ!!(カラオケ)
6. 旅立ちの翼(カラオケ)
7. JUSTICE(カラオケ)
8. 夜汽車ライダー (カラオケ)

### 초회한정반A
CD
1. グッデイ!!
2. 旅立ちの翼

DVD
- 〈グッデイ!!〉 PV

### 초회한정반B
1. グッデイ!!
2. 旅立ちの翼
3. 旅立ちの翼“HIP HOP Ver.” / Go Morita&Ken Miyake 
  - 편곡：KOMU·YU
4. 旅立ちの翼“ROCK Ver.” / Hiroshi Nagano&Junich Okada 
  - 편곡：ats-
5. 旅立ちの翼“BALLAD Ver.” / Masayuki Sakamoto&Yoshihiko Inohara 
  - 편곡：나카무라 야스시치
6. グッデイ!!“Drama Ver.”